# Celenza Valfortore
Celenza Valfortore es una localidad y comune italiana de la provincia de Foggia, región de Apulia, con 1.802 habitantes.

## Evolución demográfica
| Gráfica de evolución demográfica de Celenza Valfortore entre 1861 y 2001 |
|                                                                          |
| Fuente ISTAT - elaboración gráfica de Wikipedia                          |